# Джорхат
Джорхат (асс. যোৰহাট) — невелике місто в індійському штаті Ассам. Є адміністративним центром однойменного округу. Місто має безліч старовинних храмів і монастирів.

## Географія
Місто розташовано за 307 км на схід від Ґувахаті.

### Клімат
Місто знаходиться у зоні, котра характеризується вологим субтропічним кліматом. Найтепліший місяць — липень із середньою температурою 28.3 °C (83 °F). Найхолодніший місяць — січень, із середньою температурою 15.6 °С (60 °F).
| Клімат Джорхата         | Клімат Джорхата | Клімат Джорхата | Клімат Джорхата | Клімат Джорхата | Клімат Джорхата | Клімат Джорхата | Клімат Джорхата | Клімат Джорхата | Клімат Джорхата | Клімат Джорхата | Клімат Джорхата | Клімат Джорхата | Клімат Джорхата |
| Показник                | Січ.            | Лют.            | Бер.            | Квіт.           | Трав.           | Черв.           | Лип.            | Серп.           | Вер.            | Жовт.           | Лист.           | Груд.           | Рік             |
| Абсолютний максимум, °C | 27              | 31              | 35              | 37              | 38              | 37              | 38              | 37              | 37              | 35              | 32              | 28              | 38              |
| Середній максимум, °C   | 21              | 22              | 26              | 27              | 29              | 31              | 31              | 31              | 31              | 28              | 25              | 22              | 27              |
| Середня температура, °C | 15              | 17              | 20              | 22              | 25              | 27              | 28              | 28              | 27              | 24              | 20              | 16              | 22              |
| Середній мінімум, °C    | 10              | 12              | 15              | 18              | 22              | 24              | 25              | 25              | 24              | 21              | 15              | 10              | 18              |
| Абсолютний мінімум, °C  | 3               | 2               | 7               | 12              | 16              | 18              | 20              | 20              | 19              | 15              | 9               | 4               | 2               |
| Норма опадів, мм        | 30              | 50              | 110             | 250             | 300             | 380             | 450             | 410             | 300             | 130             | 30              | 10              | 2490            |
| Днів з дощем            | 2               | 4               | 6               | 7               | 9               | 16              | 17              | 16              | 10              | 6               | 2               | 1               | 101             |
| Вологість повітря, %    | 83              | 77              | 75              | 75              | 83              | 85              | 83              | 85              | 87              | 85              | 86              | 87              | 83              |
| ----------------------- | --------------- | --------------- | --------------- | --------------- | --------------- | --------------- | --------------- | --------------- | --------------- | --------------- | --------------- | --------------- | --------------- |
| Джерело: Weatherbase    |                 |                 |                 |                 |                 |                 |                 |                 |                 |                 |                 |                 |                 |

## Демографія
За даними перепису 2011 року чисельність населення міста становило 153 249 осіб. Рівень писемності — 91,18 % (значно вище за середньоіндійський показник).

## Освіта
У Джорхаті розташований Ассамський сільськогосподарський університет (AAU), а також кілька інших вищих навчальних закладів.